# Луфт, Криста
Криста Луфт (нем. Christa Luft, урожд. Криста Хехт (Hecht); род. 22 февраля 1938, Краков-ам-Зе) — немецкий экономист и политик. После мирной революции в ГДР занимала должность заместителя председателя Совета министров ГДР в правительстве Ханса Модрова. В 1994—2002 годах являлась депутатом бундестага от Партии демократического социализма.

## Биография
Криста Луфт училась на рабочем факультете в Галле, получив аттестат зрелости, в 1956—1960 годах обучалась в Высшей школе внешней торговли в Штаакене и Берлинской высшей школе экономики. Впоследствии работала научным ассистентом, В 1964 году защитила докторскую диссертацию. В 1967 году была назначена продеканом по заочному обучению и в 1969 году руководила научной работой, с 1971 года являлась ординарным профессором социалистической внешней торговли.
В 1978—1981 годах Луфт работала на должности заместителя директора Международного института экономических проблем социалистической мировой системы при СЭВ в Москве, затем до 1988 года вновь занималась учебной работой. С 28 октября 1988 года и до своего назначения министром правительства Модрова являлась ректором Высшей школы экономики в Карлсхорсте и членом-корреспондентом Академии наук ГДР.
В 1952—1964 годах Луфт состояла членом ССНМ, в 1958—1989 — членом СЕПГ. С 18 ноября 1989 по 18 марта 1990 года Криста Луфт являлась одним из двух заместителей председателя Совета министров ГДР и министром экономики. До 2 октября 1990 года являлась депутатом Народной палаты ГДР от Партии демократического социализма. В 1991—1995 годах Криста Луфт работала доцентом и членом правления Института международного образования в Берлине. До 2013 года Криста Луфт являлась членом правления Фонда Розы Люксембург. Замужем, мать двоих детей.